# 糙首腔吻鱈
糙首腔吻鱈，為輻鰭魚綱鱈形目鼠尾鱈科的其中一種，分布於東印度洋澳洲南部及西南太平洋新喀里多尼亞及諾福克島海域，屬深海底棲性魚類，深度622-1350公尺，體長可達50.8公分，棲息在大陸坡底層水域，生活習性不明。